# Нефедино
Нефедино (рос. Нефедино) — присілок в Островському районі Псковської області Російської Федерації.
Населення становить 37 осіб. Входить до складу муніципального утворення Островська волость.

## Історія
Від 2015 року входить до складу муніципального утворення Островська волость.

## Населення
| 2001 | 2002 | 2010 |
| ---- | ---- | ---- |
| 65   | ↘62  | ↘37  |